# Марціян Чаплич-Шпановський
Марціян Чаплич-Шпановський гербу Кердея — український (руський) шляхтич, політичний діяч Речі Посполитої, зять Юрія Немирича.

## Життєпис
За А. Бонецьким, був сином Андрія Чаплича та його дружини Маріанни з Ободенських та його дружини. За даними К. Піварського — син Федора Чаплича та його дружини.
1658 року волинська шляхта вислала його до коронного гетьмана Станіслава «Ревери» Потоцького з просьбою охорони від самоуправства війська, відтоді мав серед шляхти Волині, Київщини популярність. У 1662 році був обраний маршалком реляційного сеймику Волинського воєводства.
1666 року: депутат коронного трибуналу, підстолій київський. В 1667, 1668 (призначений для перемовин з козаками) роках — посол сейму від Київського воєводства.
1672 року: посол двох сеймів, прихильник Яна Собеського; обраний київською шляхтою ротмістром посполитого рушення. На виборах короля 1674 року віддав голос за Яна Собеського.
Посол сеймів 1675, 1676, 1677, 1678, 1679 років, обирався до різних комісій. З 1676 року київський підкоморій; мав труднощі з урядуванням від суперника, за нього вступалася шляхта. Посол сейму 1683 року, отримав від шляхти просьбу до короля надати йому відзнаки. У 1684 році — посол до короля та гетьманів від волинської шляхти. 1690-го сеймик Волинського воєводства звільнив його від податків через пожежу в маєтку Новодвір, напад татар. В 1696 році був послом конвокаційного сейму, обраний серед депутатів до боку примаса. Посол виборного (елекційного) сейму 1697 року разом зі сином — овруцьким стольником Юрієм Андрієм.
Дружина — донька Юрія Немирича Варвара (Барбара; перший її чоловік — Геронім Ґратус Москожевський).